# جزيرة كانغيان
جزيرة كانغيان وهي جزيرة من جزر إندونيسيا، وتقع ضمن جزر كانغيان في إقليم جاوة الشرقية.